# I-215
I-215 (ros. И-215) – radziecki odrzutowy samolot myśliwski, skonstruowany w II połowie lat 40. w biurze konstrukcyjnym Siemiona Aleksiejewa jako jeden z pierwszych radzieckich odrzutowych myśliwców. W początkowej wersji oznaczony I-211. Pozostał na etapie prototypu. 

## Historia
Siemion Aleksiejew był w latach 1943-1945 pierwszym zastępcą Ławoczkina w jego biurze konstrukcyjnym. Już w 1944 prowadził prace koncepcyjne nad myśliwcem Ła-WRD, który miał mieć układ dwubelkowy (zbliżony do de Havilland Vampire) i silnik odrzutowy radzieckiej konstrukcji Liulki S-18, jednakże z powodu przeciągania się prac nad silnikiem, projekt nie był zrealizowany. W 1946 Aleksiejew został mianowany głównym konstruktorem biura OKB w zakładzie nr 21 w Gorkim (dawnym zakładzie Ławoczkina). Zlecono mu zaprojektowanie odrzutowego myśliwca przechwytującego, przeznaczonego dzięki silnemu uzbrojeniu przede wszystkim do walki z bombowcami.
Aleksiejew wybrał dla swojej konstrukcji układ dwusilnikowy, z silnikami w gondolach w skrzydłach, podobny do brytyjskiego Gloster Meteor. Początkowo samolot, oznaczony I-210, napędzany miał być dwoma niemieckimi silnikami BMW 003, produkowanymi w ZSRR jako RD-20, umieszczonymi w gondolach pod skrzydłami. Z powodu słabych silników i niskiej prędkości maksymalnej, rozważano zamianę silników na Jumo 004, produkowane w  ZSRR jako RD-10.
Ostatecznie, w odróżnieniu od większości powstających w tym okresie radzieckich myśliwców pierwszego pokolenia, jako napęd zastosowano pierwsze sprawne radzieckie silniki TR-1, konstrukcji Archipa Lulki (podobnie, jak w Su-11). Samolot I-211 został oblatany w takiej postaci 13 października 1947 (pilot A. Popow). Silniki TR-1 osiągały jednak ciąg jedynie 1300 kg zamiast zakładanych 1500 kg, a przede wszystkim nie były dopracowane i sprawiały problemy eksploatacyjne. Wyprodukowano tylko serię próbną tych silników, a ich przewidywana ulepszona wersja TR-1A ostatecznie nie osiągnęła etapu produkcji. 
Po uszkodzeniu prototypu przy lądowaniu (złożenie podwozia), podczas remontu zastosowano brytyjskie silniki Derwent V o ciągu 1590 kg (produkowane później w ZSRR jako RD-500). Oznaczenie samolotu wówczas zmieniono na I-215. W takiej wersji przeszedł cykl prób państwowych. Wyniki prób były zadowalające, a osiągi uległy poprawie w stosunku do I-211. Drugi prototyp I-215D ("dubler") otrzymał podwozie jednotorowe, z dodatkowymi kołami wciąganymi do gondoli silników, którego zastosowanie polepszyło charakterystyki startu. Nie zdecydowano jednak skierować samolotu do produkcji, gdyż konstrukcja samolotu nie była perspektywiczna i dysponował on słabszymi osiągami, niż nowo projektowane myśliwce biura MiG i Ławoczkina ze skośnymi skrzydłami. Biuro konstrukcyjne OKB-21 następnie zlikwidowano, a Aleksiejewa skierowano do nadzorowania inżynierów niemieckich pracujących w ZSRR.
W odróżnieniu od innych myśliwców radzieckich pierwszego pokolenia, I-211/215 posiadał hermetyzowaną kabinę pilota. W nosie kadłuba przewidziano zamontowanie stacji radiolokacyjnej, prototyp posiadał tam reflektor do oświetlania celu nocą. 

### Inne projekty
I-212 był wariatem dwumiejscowego ciężkiego myśliwca, z mocniejszymi silnikami Rolls-Royce Nene-I. Za kabiną pilota umieszczona była kabina strzelca-radiotelegrafisty, który obsługiwał zdalnie 2 działka 20 mm B-20 strzelające do tyłu i umieszczone na końcu kadłuba. Samolot uzbrojony był ponadto w działko 37 mm NS-37 i dwa działka 23 mm NS-23 w nosie kadłuba. Dysponował sporym zasięgiem 3100 km. Prototyp zbudowano w 1948, lecz nie został oblatany.
Projektowano także wersję myśliwca jednomiejscowego I-216, która miała otrzymać uzbrojenie z dwóch dział 75 mm w nosie kadłuba i nowe skrzydła. 
Nietypowym wariantem był I-211 ASz-82 – wersja napędzana dwoma tłokowymi silnikami gwiazdowymi ASz-82. Miał on słabsze osiągi, lecz był przewidziany jako myśliwiec eskortujący tłokowe bombowce Tu-4, dysponując za to większym zasięgiem, jego eksploatacja też miała być prostsza. Zespoły napędowe zostały zaadaptowane z myśliwca Ła-9 (w którego konstruowaniu Aleksiejew miał udział). Nieco zmniejszono średnicę śmigieł, z 3 do 2,9 m, z powodu montowania silników w tych miejscach, w których były gondole silników odrzutowych, lecz śmigła stały się czterołopatowe zamiast trzyłopatowych. Wariant ten jednak nie został zrealizowany z powodu nieperspektywiczności samolotów śmigłowych.

## Opis konstrukcji
Dwusilnikowy średniopłat o konstrukcji całkowicie metalowej i prostych skrzydłach, w układzie klasycznym. Skrzydła wyposażone w klapy. Silniki w gondolach umieszczonych centralnie w skrzydłach. Usterzenie klasyczne, proste. Kabina pilota hermetyzowana, blisko nosa kadłuba, zakryta oszkloną otwieraną osłoną ze stałym wiatrochronem. Kabina wyposażona w fotel wyrzucany. Po bokach tylnej części kadłuba hamulce aerodynamiczne w formie odchylanych klap, o dużej powierzchni. Podwozie samolotu trójkołowe, z podwójnymi kołami, przednie chowane do kadłuba (w kierunku do tyłu), główne chowane do skrzydeł i kadłuba, w kierunku do kadłuba (na I-215D – jednotorowe). 
Napęd: dwa silniki turboodrzutowe ze sprężarką osiową TR-1 o ciągu po 1300 kg (I-211) lub dwa silniki odrzutowe ze sprężarką odśrodkową Rolls-Royce Derwent V o ciągu po 1590 kg (I-215).
Uzbrojenie: 3 działka 37 mm N-37 z zapasem po 30 nabojów, w nosowej części kadłuba. Przewidywano wariant z 2 działami 57 mm N-57 (po 35 nabojów).